# Trypanophion gigas
Trypanophion gigas är en tvåvingeart som beskrevs av Mario Bezzi 1924. Trypanophion gigas ingår i släktet Trypanophion och familjen borrflugor. Inga underarter finns listade i Catalogue of Life.